# La Diseuse de mal-espérance
La Diseuse de mal-espérance est une œuvre dramaturgique du béninois Florent Couao-Zotti, écrivain, auteur de romans, de nouvelles, de pièces de théâtre et de bandes dessinées. Le livre sort en 2001 aux éditions L'Harmattan et Ndze, et compte 88 pages,,. Il est inspiré du roman historique de Victor Hugo, Notre-Dame de Paris.

## Résumé
La Diseuse de mal-espérance est une réflexion que l'auteur mène sur la spécificité de l’Afrique et sa tragédie, à travers son héroïne principale, Oulima, liseuse des lignes de la main. Dans cette pièce de théâtre, Oulima, belle, élégante, longiligne, fine est une femme à la beauté fatale qui la tête de tous les hommes. Du curée qui rêve de la posséder dans sa cathédrale à l'inspecteur de police chargé de l'arrêter, tous tombent sous son charme.

A propos de ce livre, l'auteur révèle: 

« (...) j'ai voulu rendre hommage à Victor pour m'avoir saisi aux tripes, mais aussi pour m'avoir donné l'occasion de revisiter cette histoire de la belle et de la bête. La Diseuse de mal-espérance, pièce de théâtre que j'ai écrite en 2000 à la Maison des auteurs à Limoges, m'a permis d'offrir une autre destinée à ces personnages de l'imaginaire littéraire universel. Mais, Africains, ils en ont épousé la culture, l'univers, la langue et, au lieu de la cathédrale, ils gravitent autour d'une église. (...). »

## Réception critique
Ce livre a fait l'objet de plusieurs études dont celle de Akimou Assani, universitaire au département des langues et de linguistique université de Jos au Nigeria. Dans son article intitulé   « Un homme, une société, un regard : Brève incursion dans l’univers romanesque de Florent Couao-Zotti », dans la Revue Ivoirienne de Langues Étrangères, n°2, 2012, l'auteur dit de cette pièce de théâtre, quelle est un hymne à l'amour de l'humain et une apologie de la beauté du cœur contre celle de l'apparence. Il y fait le rapprochement entre les personnages de Nôtre Dame de Paris de Victor Hugo et ceux de La Diseuse de mal-espérence. Il y montre par exemple la similitude entre Quasimodo et Modo. Dans le journal Le Temps, quotidien généraliste francophone de dimension nationale en Suisse, le même rapprochement entre les deux œuvres est fait.